# Назимов, Павел Николаевич

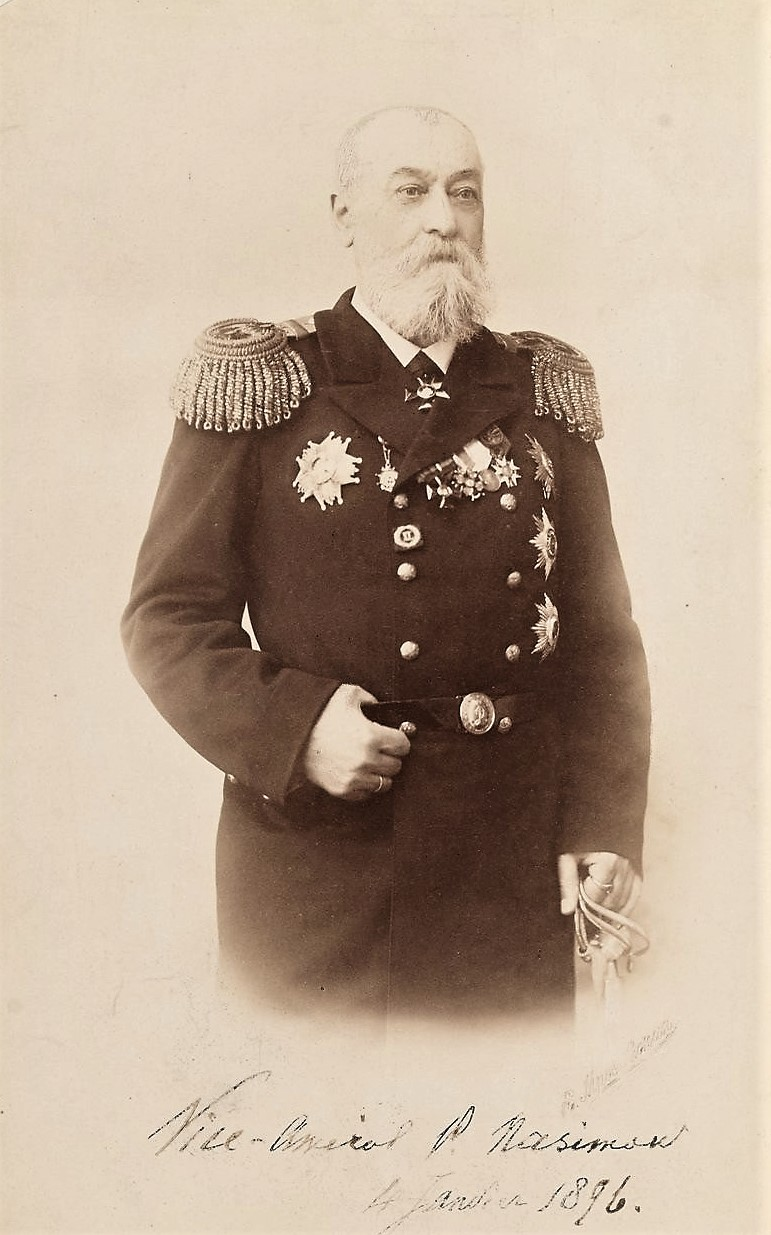
Вице-адмирал П. Н. Назимов. 1896 год. Фото Е. Мрозовской

Павел Николаевич Назимов (27 июня (9 июля) 1829 — 11 (24) декабря 1902) — русский мореплаватель, адмирал, кругосветный путешественник, исследователь Тихого океана.

## Происхождение
Из дворян Псковской губернии. Сын вице-адмирала Н. Н. Назимова (1789—1854). Братья — Николай (1822—1867), Александр, Константин — также стали военными моряками; Николай также был адмиралом и исследователем Дальнего Востока.

## Биография
- В 1836 году он был определён в морское отделение Александровского кадетского корпуса в Царском селе, затем переведён в Морской кадетский корпус в Петербурге (1840).
- В 1847 году — окончил Морской корпус. Офицер Гвардейского экипажа.
- В 1848—1852 годах плавал на Балтийском море. В 1849 году в составе гвардейского экипажа совершил сухопутный поход от Петербурга до Белостока. Участник венгерской кампании 1849 года.
- В 1852—1853 годах — лейтенант на военном транспорте «Двина» под командой П. Н. Бессарабского. Участвовал в плавании из Кронштадта вокруг мыса Доброй Надежды и Тасмании в Петропавловск-Камчатский. Посетил Сидней, Австралия[3]. Вернулся в Санкт-Петербург через Охотск и Сибирь.
- В 1854 году — участник обороны Кронштадта от нападения англо-французского флота (Крымская война).
- В 1855—1857 годах — морские походы вокруг западной Европы.
- В 1858—1861 годах — прикомандирован к русскому консульству в Хакодате, Япония. «Клипер „Джигит“ 5 ноября 1858 года доставил в Хакодате И. А. Гошкевича с женой и сыном, секретаря В. Д. Овандера, морского офицера — лейтенанта П. Н. Назимова, старшего врача М. П. Альбрехта, священника-протоиерея В. Е. Махова и дьякона И. Махова (всего 15 человек)… В инструкции, данной морскому офицеру П. Н. Назимову, предписывалось „сообщать японцам полезные сведения“ по астрономии, мореходству и кораблестроительной технике, также говорилось о необходимости изучения японского языка[4]».
- 11 апреля 1860 года военный транспорт «Японец» высадил на берег 26 матросов и лейтенанта П. Н. Назимова. По указанию капитана 1-го ранга И. Ф. Лихачева был заложен пост Новгородский, первый военный пост[5] в заливе Посьета. Строили его матросы во главе с П. Н. Назимовым[6]. Одной из основных задач поста была заготовка каменного угля открытого там в 1859 году при посещении залива генерал-губернатором Восточной Сибири Н. Н. Муравьевым-Амурским.
- 4 (16) апреля 1861 года назначен старшим офицером строящегося винтового фрегата «Александр Невский»[7]. В 1862 году произведен в капитан-лейтенанты.
- 21 июня 1865 года Павел Николаевич назначен командиром клипера «Абрек» 5-й ФЭ (флотский экипаж).
- В 1870—1871 годах — капитан 2-го ранга (1870), командовал винтовым корветом «Витязь». Совершил переход из Кронштадта вокруг Южной Америки в Тихий океан в залив Астролябии и по просьбе Русского Географического общества высадил Н. Н. Миклухо-Маклая на северо-восточный берег Новой Гвинеи, теперь берег Миклухо-Маклая. Открыл пролив, названный по имени его корабля — «Витязь».
- В 1871—1874 годах — плавание у берегов Японии и в китайских водах. Произведен в капитаны 1 ранга (1873).
- В 1878—1881 годах — командовал фрегатом «Минин», плавал в Средиземном море, затем в Тихом океане.
- С 1882 году — командир 5-го ФЭ.
- В 1883 году произведен в контр-адмиралы.
- С 1884 году — командир отряда судов и младший флагман эскадр Балтийского флота.
- В 1889—1891 годах — в чине вице-адмирала (1889) плавал флагманом, начальником эскадры в Тихом океане. 19 февраля 1891 года встретил Цесаревича на крейсере «Адмирал Нахимов» в Сингапуре[8], сменив В. Г. Басаргина на посту командира эскадры. Цесаревич Николай Александрович, впоследствии император Николай II, совершал в 1891 году кругосветное путешествие с эскадрой, когда произошёл инцидент в Оцу, Япония.
- В 1892—1898 годах — начальник Главного Гидрографического управления[9] и член Конфедерации Николаевской морской академии, а с 1894 года также член Адмиралтейств-совета.
- В 1901 году произведен в адмиралы.

Скончался от рака 11 (24) декабря 1902 года в Санкт-Петербурге. Похоронен на Волковском православном кладбище Санкт-Петербурга.
В честь Назимова названы бухта, губы и острова на Новой земле в Баренцевом море, бухта на острове Путятина (залив Петра Великого, залив Стрелок; бухта была обследована в 1891 году экипажами клипера «Джигит» и канонерской лодки «Кореец», тогда же было присвоено название), его имя носит маяк на острове Назимова в заливе Посьета и коса в бухте Рейд Паллада. Также в честь П. Н. Назимова назван мыс (Японское море, залив Петра Великого, залив Посьета; мыс был обследован в 1863 году экспедицией В. М. Бабкина, название присвоено в 1891 году).
Павел Николаевич был псковским помещиком и владел землями в Новоржевском и Опочецком уездах.

## Награды
- Орден Святого Станислава 2-й степени с Императорской короной (1873),
- Орден Святого Владимира 4-й степени с бантом (1874),
- Орден Святого Станислава 1-й степени (1886),
- Орден Святой Анны 1-степени (1891),
- Орден Святого Владимира 2-й степени (1892),
- Орден Белого Орла (1894),
- Орден Святого Александра Невского (1897).

Иностранные награды:
- Японский орден Восходящего солнца 4 -ой степени,
- Португальский орден Христа со звездою.

## Семья
Жена (с 30 января 1863 года) — лютеранка София Карловна Мейер (12.05.1831—13.11.1903), дочь Карла Христиановича и Амалии фон Мейер, урождённой фон Абт, крупных землевладельцев Опочецкого и Новоржевского уездов Псковской губернии.
Сын: Георгий Павлович Назимов (1869, Санкт-Петербург — 1906, Санкт-Петербург) — выпускник Пажеского корпуса (1880); в 1889 году — корнет лейб-гвардии Уланского Ея Императорского Величества полка; в 1900 году произведён в ротмистры и утверждён командиром 5-м эскадроном. Погребен на Волковском православном кладбище в Санкт-Петербурге.

## Примечание
1. ↑  База русских мореплавателей. Дата обращения: 9 июня 2007. Архивировано 16 июля 2007 года.
2. ↑  Краткая биография Н. Н. Назимова-младшего
3. ↑  Визит русского транспорта «Двина» в Австралию, 1853. Дата обращения: 9 июня 2007. Архивировано из оригинала 13 мая 2007 года.
4. ↑  Игорь Захаренко Этапы развития отечественного востоковедения. Дата обращения: 17 сентября 2010. Архивировано из оригинала 30 марта 2010 года.
5. ↑  Впоследствии пост получил название Посьет в честь известного исследователя Приморья К. Н. Посьета, участника плавания на знаменитом фрегате «Паллада» в 1852—1854 годах.
6. ↑  Дальний Восток: история освоения Хасанского района (недоступная ссылка)
7. ↑  Приказ Е. И. В. генерал-адмирала № 48 от 4 (16) апреля 1861 г.
8. ↑  Р. М. Мельников Полуброненосный фрегат «Память Азова» 1885—1925 гг. Под флагом наследника
9. ↑  Яновский А. Е. Гидрографическое управление // Энциклопедический словарь Брокгауза и Ефрона : в 86 т. (82 т. и 4 доп.). — СПб., 1890—1907.
10. ↑  ЦГИА СПб. Ф. 19. — Оп. 127. — Д. 1353. Метрические книги церкви Таврического дворца.
11. ↑  Памятник Назимову П. Н. на Волковском кладбище
12. 1 2 3  Масленников Б. Г. Морская карта рассказывает / Под ред. Н. И. Смирнова. — 2-е изд., перераб. и доп. — М.: Воениздат, 1986. — 386 с., ил. — С. 152
13. ↑  ЦГИА СПб. Ф. 19. — Оп. 124. — Д. 872. — С. 70. Метрические книги Константиновского дворца.